# Цуркан Віталій Володимирович
Цуркан Віталій Володимирович (нар. 3 квітня 1989) — український спортсмен, академічний веслувальник, срібний призер літньої Універсіади у Казані.

## Біографія

### Життєпис
Народився 3 квітня 1989 року в селі Чорнобаївка (Херсонська область). З 1995 по 2003 рр. навчався в Чорнобаївській загальноосвітній школі I - III ступенів.
У 2003 році вступив до Херсонського ВУФК на відділення академічного веслування, де почалось становлення його спортивної карьери. У юні роки відзначався дисциплінованістю і відповідальністю не тільки в спорті, а й в навчанні, про що свідчать позитивні відгуки викладачів училища.
Стрімке прагнення до перемог, та плідна праця тренерів і товаришів не змусили довго чекати, й почали давати гарні результати на змаганнях. Під чуйним керівництвом Волощука О.І. та Волощука Г.І. спортсмен посідав лідируючі позиції на чемпіонатах України в багатьох класах. Національними чемпіонатами успіх не обмежився. Віталій представляв Україну і на міжнародних змаганнях: Чемпіонати світу серед юніорів(2005, 2006 р.у складі вісімки зі стерновим; 2007 р. у двійці без стернового), Чемпіонати Європи (2009 р. у двійці без стернового; 2011 р. у складі четвірки без стернового), Чемпіонати світу серед молоді до 23 років (2009 р. у складі четвіки зі стерновим; 2010 р. у складі вісімки зі стерновим), Кубок Світу 2012 р.(I-ий етап - четвірка без стернового; III-ій етап - вісімка зі стерновим).

### Тренерська діяльність
У 2016 році Віталій розпочав свою тренерську карьєру в Херсонському ВУФК, продовжуючи брати участь у змаганнях, як професійний спортсмен Херсонської ШВСМ.
Любов до спорту має особливе місце в житті молодого тренара. Тому юні спортсмени навчаються в атмосфері амбіційності, жаги до перемоги та юнацького запалу. Особливу увагу потрібно надати відношенню тренера до своєї справи.  Заслуговує поваги відповідальність, та щире бажання внести вагомий вклад в розвиток і популяризацію в Україні як академіного веслування, так і спорту вцілом. Серед вихованців були спортсмени I-их та II-их  розрядів й кандидати у майстри спорту.
Станом на 2020 рік є директором Херсонського дитячо-юнацького клубу фізичної підготовки № 4.

### Універсіада 2013
На літній Універсіаді, яка проходила з 6-о по 17-е липня у Казані, Віталій предсталяв Україну в академічному веслуванні у дисципліні вісімка зі стерновим. та завоював срібну нагороду разом із Василем Завгороднім, Дмитром Міхаєм, Владиславом Нікуліним, Анатолієм Радченком, Іваном Футриком, Денисом Чорним, Станіславом Чумраєвим та Іваном Юрченком.
У попередніх запливах вони посіли друге місце (6:06.07) пропустивши вперед команду з Польщі. Друге місце дозволило змагатись у втішному запливі за вихід до фіналу. Там українці показали третій час (6:00.90), що дозволило вийти до фіналу. У фіналі наша команда ще покращила результат до 5:52.31, але цей час дозволилив посісти тільки друге місце. Чемпіонами стали росіяни (5:47.54), бронзові нагороди у голландців (5:53.55).

## Державні нагороди
- Орден Данила Галицького (25 липня 2013) — за досягнення високих спортивних результатів на XXVII Всесвітній літній Універсіаді в Казані, виявлені самовідданість та волю до перемоги, піднесення міжнародного авторитету України[5]